# Glatter Aal

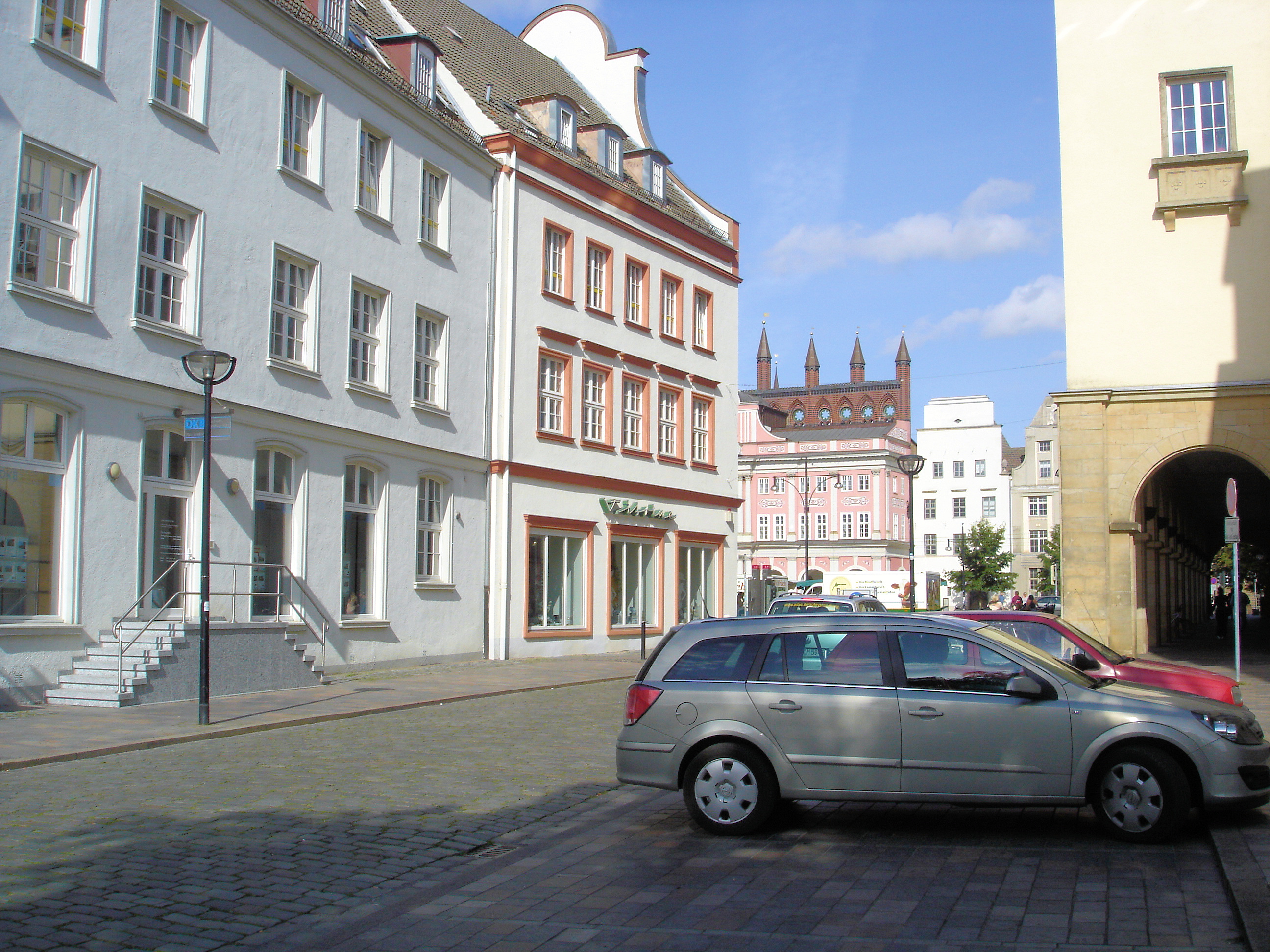
Glatter Aal (im Hintergrund das Rathaus)

Der Glatte Aal in Rostock ist eine kurze Querstraße im historischen Stadtkern der Hansestadt, die die Südwestecke des Neuen Marktes mit der Kistenmacherstraße verbindet. Auf der westlichen Seite geht sie in die Garbräterstraße über. Der Glatte Aal ist Teil der einstigen Rostocker Mittelstadt.

## Geschichte
Der Glatte Aal wurde 1514 zum ersten Mal in den Stadtbüchern erwähnt, allerdings ist dieselbe Straße unter dem Namen Goldschmiedestraße bereits 1511 belegbar. Beide Namen wurden bis 1753 alternativ benutzt, bis sich die Bezeichnung Glatter Aal durchsetzen konnte. Die Deutung des Straßennamens, den man übrigens auch in Wismar findet, ist schwierig, da eine direkte Beziehung zum Fischfang auszuschließen ist. Eine Hypothese besagt, dass sich in der Straße ein gleichnamiges Wirtshaus befand, nach einer anderen Theorie wurde hier im Mittelalter bei Volksfesten versucht, Aale aus Wasserbottichen zu greifen. Eine weitere Vermutung bezieht sich auf den glitschigen oder „aalglatten“ Zustand der damals unbefestigten Straße.
Die Nordseite des Glatten Aals unterschied sich erheblich von seiner Südseite. Während sich auf der Nordseite die Hinterhöfe und Wirtschaftsgebäude von Häusern der südlichen Westseite des Neuen Marktes befanden, diente die Südseite des Glatten Aals als Verlängerung der Südseite des Neuen Marktes und war dementsprechend mit Giebelhäusern wohlhabender Rostocker Bürger bebaut.
In den Bombennächten Ende April 1942 wurde der Glatte Aal vollständig vernichtet. In den 1950er Jahren entstanden auf beiden Straßenseiten historisierende Neubauten, dazu gehörten neben der Hauptpost ein Gebäude mit attraktivem Giebel an der Ecke Kistenmacherstraße, in dem sich unter anderem von 1960 bis 1992 das Intime Theater mit 67 Plätzen befand. 
Die Bezeichnung Glatter Aal wird seit der Nachkriegszeit auch für eine, im Zuge der Bombenangriffe entstandene, unbebaute Fläche im Geviert der Wallstraße, Kistenmacherstraße, Garbräterstraße, Rostocker Heide und Rungestraße verwendet. Auf diesen Platz befand sich lange Zeit der Rostocker Wochenmarkt, nachdem der Neue Markt in den 1960er Jahren zu einem Parkplatz umgewandelt wurde. Seit 2003 finden auf dem Neuen Markt wieder Veranstaltungen und Märkte statt, während der Glatte Aal als Parkplatz diente. Inzwischen ist ein Teil vom Glatten Aal wieder mit einem Wohnensemble bebaut, für das im Sommer 2018 der Grundstein gelegt wurde.